# Невен Мимица
Невен Мимица (на хърватски: Neven Mimica) е хърватски политик и дипломат, европейски комисар по международно сътрудничество и развитие в комисията Юнкер от 1 ноември 2014 година.

## Политическа кариера
Завършва Стопанския факултет на в Загребския университет през 1976 г. Между 1979 и 1997 г. заема длъжности в държавни органи, свързани с външните отношения. През 1997 г. е назначен за помощник на хърватския министър на икономиката.
През септември 2001 г. става министър на европейската интеграция в правителството на премиера Ивица Рачан. Поста заема до декември 2003 година.
Избран е за член на хърватския парламент през 2003 г. като представител на Социалдемократическата партия и отново през 2007 г. От януари 2008 г. е заместник-председател на хърватския парламент и също така е председател на парламентарната комисия по европейска интеграция.
На 23 декември 2011 г. е избран за заместник министър-председател на хърватското правителство, отговарящ за вътрешната, външната и европейската политика.
На 1 юли 2013 г. става европейски комисар по защита на потребителите в Европейската комисия. От 1 ноември 2014 г. Мимица е европейски комисар по международно сътрудничество и развитие в комисията „Юнкер“.